# Molde
Molde ( ? i  escolteu-ne la pronunciació en noruec) és una ciutat i un municipi costaner de Romsdal, al comtat de Møre og Romsdal, Noruega. El municipi es troba a la península de Romsdal, que està envoltada pels fiords de Molde i Fanne. Molde està situada a la riba del Romsdalsfjord.
Amb una població de 26.732 habitants (2016), és la capital del comtat de Møre og Romsdal, el centre comercial del districte de Romsdal, i la seu de la Diòcesi de Møre. A part de la ciutat principal, el terme municipal també inclou altres petits pobles, i els més destacats són Hjelset, Kleive, i Nesjestranda. L'alcalde és Torgeir Dahl, del Partit Conservador (H).
És un antic assentament que esdevingué un centre comercial durant la baixa Edat Mitjana. Els drets comercials de la ciutat es formalitzaren el 1614, i fou declarada ciutat a través d'una carta reial el 1742. S'establí com a municipi l'1 de gener de 1838.
La ciutat continuà creixent al llarg dels segles XVIII i xix, convertint-se en un centre per a la indústria tèxtil de Noruega, així com centre administratiu de la regió i una important destinació turística. Després de la Segona Guerra Mundial, Molde experimentà un creixement accelerat que es veié recolzat amb l'annexió dels municipis de Bolsøy i una part del de Veøy l'1 de gener de 1964. Actualment la ciutat s'ha convertit en un centre no només per als serveis administratius i públics, sinó també per als recursos acadèmics i la producció industrial.

## Etimologia
La ciutat duu el nom de l'assentament original al voltant de la granja de Molde (en nòrdic antic: Moldar). Hi ha dues teories sobre l'origen del mot molde: l'una és que podria provenir de la forma plural de mold que significa "terra fèrtil", i l'altra és que podria provenir de moldr, que significa "crani" o "motlle" (referint-se als pics arrodonits de Moldemarka).
La pronunciació del nom varia entre l'estàndard que és "Molde" i el col·loquial que és "Molle". Una persona de Molde es referirà a ell/ella mateix-a com una moldenc/-enca (en noruec els gentilicis són moldenser i molding).

## Història

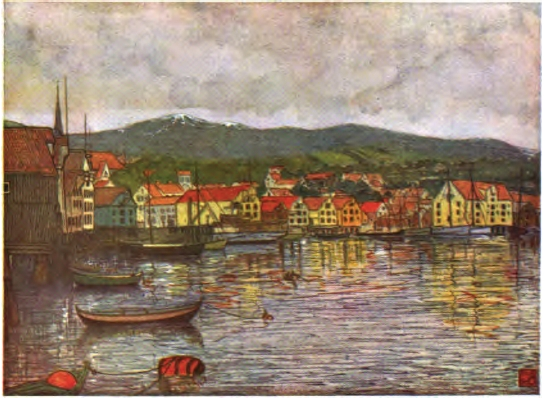
Il·lustració de Molde, pintura de Nico Wilhelm Jungmann el 1904.

Els orígens de Molde es remunten als última anys de l'Edat Mitjana, però l'assentament original amb molta més història és a l'illa de Veøya, situada al sud de l'actual Molde. L'assentament a Veøya data probablement del període de les invasions bàrbares, però s'esmenta per primera vegada en la saga per Snorri Sturluson com a la ubicació de la batalla de Sekken el 1162, on el rei Haakon el d'espatlles amples morí lluitant contra l'aristòcrata Erling Skakke, durant les Guerres Civils Noruegues. No obstant això, els assentaments a la zona es remunten molt més enrere en el temps en l'evidència donada pels dos petròglifs trobats a Bjørset, a l'oest del centre de la ciutat.

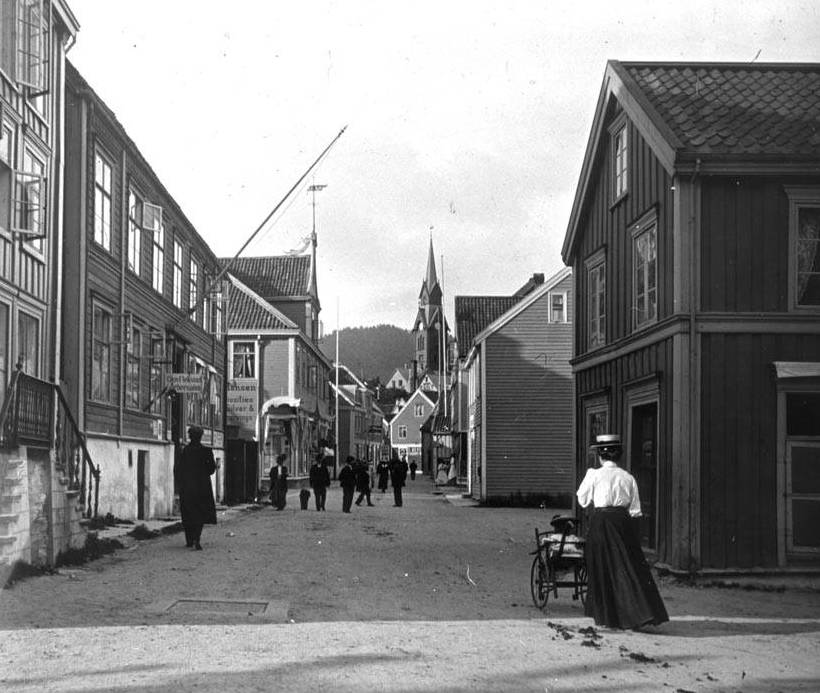
Carrer de Molde al 1909

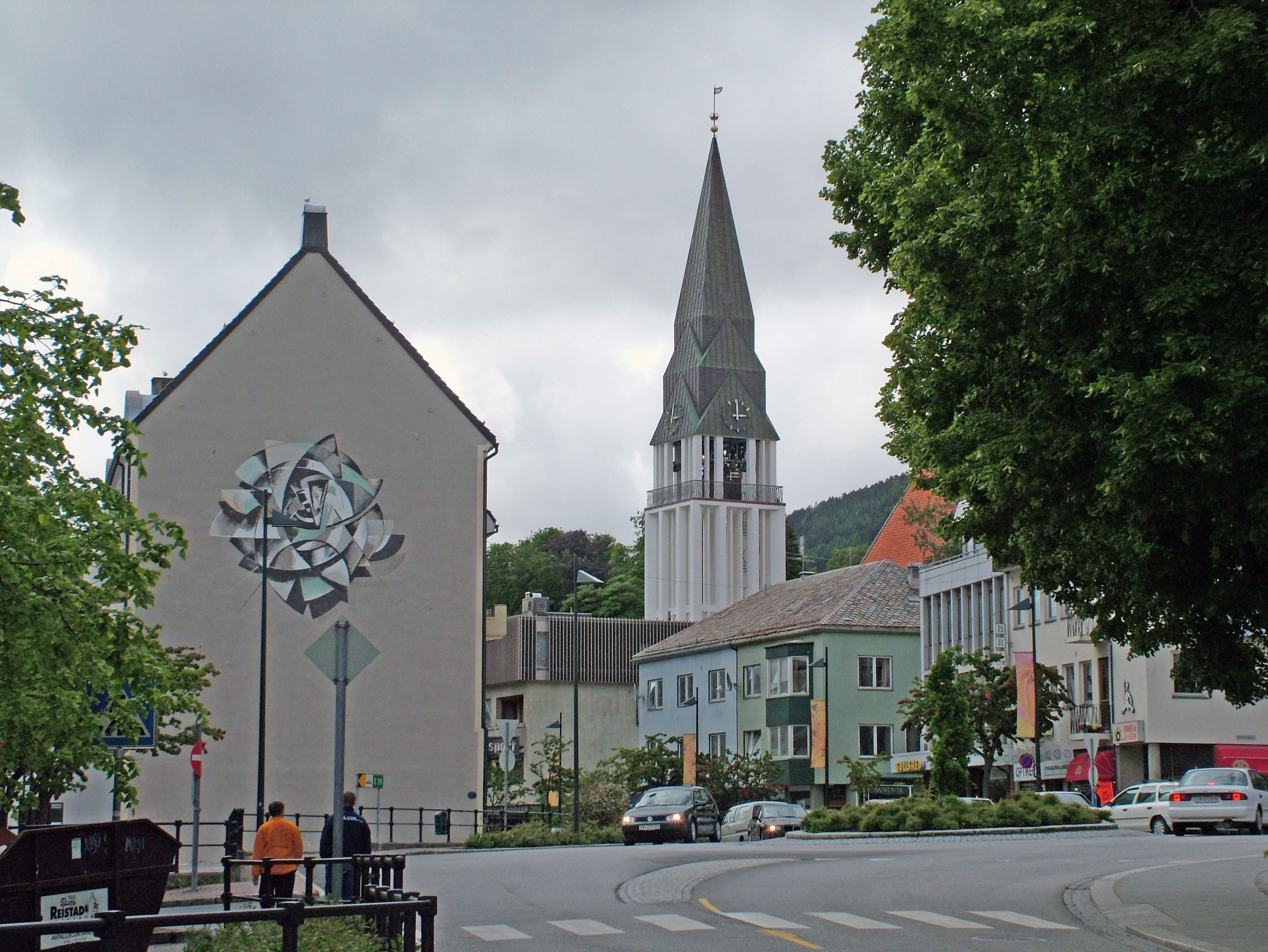
El carrer principal de Molde i el centre comercial. La catedral de Motde (sostre de color taronja a l'extrem dret), amb el seu campanar independent substitueix a l'església que va ser destruïda durant la Segona Guerra Mundial.

En vigílies del segle xv, la influència de Veøy minvà i l'illa fou finalment abandonada. No obstant això, la vida comercial de la regió no era morta, i s'originaren a partir dos assentaments a Reknes i Molde (més tard a Moldegård), fundant un port menor anomenat Molde Fjære (el port de Molde), basat en el comerç de la fusta i l'arengada als comerciants estrangers.
La ciutat guanyà els drets comercials formals el 1614. Durant l'ocupació sueca de Noruega (1658-1660), i després de la derrota devastadora de Dinamarca-Noruega a les Guerres del Nord, la ciutat es convertí en un centre de resistència dels suecs. Després de la rebel·lió i de l'alliberament el 1660, Molde esdevingué el centre administratiu de l'amt de Romsdalen i li fou concedit el títol de ciutat mitjançant una carta reial el 1742.
La ciutat de Molde fou establerta com a municipi l'1 de gener de 1838, envoltada gairebé totalment pel municipi rural de Bolsøy.
Molde continuà creixent durant els segles XVIII i xix, i es convertí en un centre de la indústria tèxtil i de la confecció de roba de Noruega. Posteriorment el turisme també es convertí en una font de riquesa important: la ciutat de Molde rebé notabilitats com l'emperador alemany Guillem II d'Alemanya i el Príncep de Gal·les com a visitants regulars d'estiu. Per a tals importants visites es construïren hotels de luxe que envolten la idíl·lica ciutat amb pintoresques cases de fusta, jardins i parcs, esplanades i pavellons, i es guanyà així el sobrenom de la Ciutat de les Roses. Aquest període de riquesa fou interromput quan una tercera part de la ciutat fou destruïda en un incendi el 21 de gener de 1916. No obstant això, Motlle es recuperà i continuà creixent en un període d'entreguerres econòmicament difícil.
L'1 de juliol de 1915, una part de Bolsøy (població: 183) va ser traslladada a la ciutat de Molde.
Un segon incendi, o una sèrie d'incendis, colpejaren la ciutat a causa dels atacs aeris alemanys l'abril i el maig del 1940, que destruïren prop de dos terços de la ciutat. Molde era, en efecte, la capital de Noruega durant una setmana després que el rei Haakon i els membres del Govern i el Parlament arribaren a Molde el 23 d'abril, després d'un vol espectacular des d'Oslo. S'assentaren al barri de Glomstua, als afores occidental de la ciutat, i experimentaren els bombardejos de primera mà. La reserva d'or noruec també es traslladà a Molde, i s'ocultava en una fàbrica de roba.
No obstant això, la intel·ligència alemanya era molt conscient d'això, i el 25 d'abril la Luftwaffe inicià una sèrie d'atacs aeris. Durant una setmana les sirenes d'atac aeri damunt les xemeneies de l'edifici lactis anunciaren els repetits atacs. El 29 de d'abril fou el pitjor dia de la història de Molde, ja que la ciutat es transformà en un mar de flames per les bombes incendiàries. Fins aleshores l'església havia quedat intacta, però finalment una bomba incendiària caigué a la part alta del campanar, i la bella església de fusta fou destruïda pel foc.
L'1 de gener de 1952, una part de Bolsøy (població: 1.913) es va transferir a Molde. L'1 de gener de 1964, Molde (població: 8.289) es va fusionar amb parts de Sekken, Veøya, i Nesjestranda del municipi de Veøy (població: 756), tots de Bolsøy (població: 7.996), i l'àrea de Mordal a Nord-Aukra (població: 77) per formar l'actual municipi.
Després de la Segona Guerra Mundial, Molde ha experimentat un enorme creixement. A mesura que s'accelerava la modernització de la societat noruega als anys posteriors a la reconstrucció, Molde no només es va convertir en el centre del comtat en serveis administratius i públics, sinó també en recursos acadèmics i producció industrial. Després de la consolidació de la pròpia ciutat i les seves comunitats adjacents el 1964, Molde esdevingué una ciutat moderna, amb una economia basada en l'agricultura, la pesca, la producció industrial, la banca, l'educació superior, el turisme, el comerç, l'assistència sanitària i l'administració civil.

### Escut d'armes
L'escut d'armes els fou concedit el 29 de juny de 1742. Mostra una balena arruixant a un barril. Retrata la indústria durant fundació de la ciutat, amb riques pesqueries d'arengada, que també alleugen la ciutat durant una gran fam de la dècada del 1740. L'albirament de balenes, generalment les beines de les orques següents els bancs de peixos als fiords que alimentar, es van dur a terme comunament per ser el començament de les pesqueries d'arengada.
Moldesangen (El cant de Molde) és l'himne semioficial de la ciutat. Fou escrit per Palle Godtfred Olaus Dorum (1818-1886) i composta per Karl Groos (1789-1861), suposadament el 1818. (Moldesangen)

## Geografia

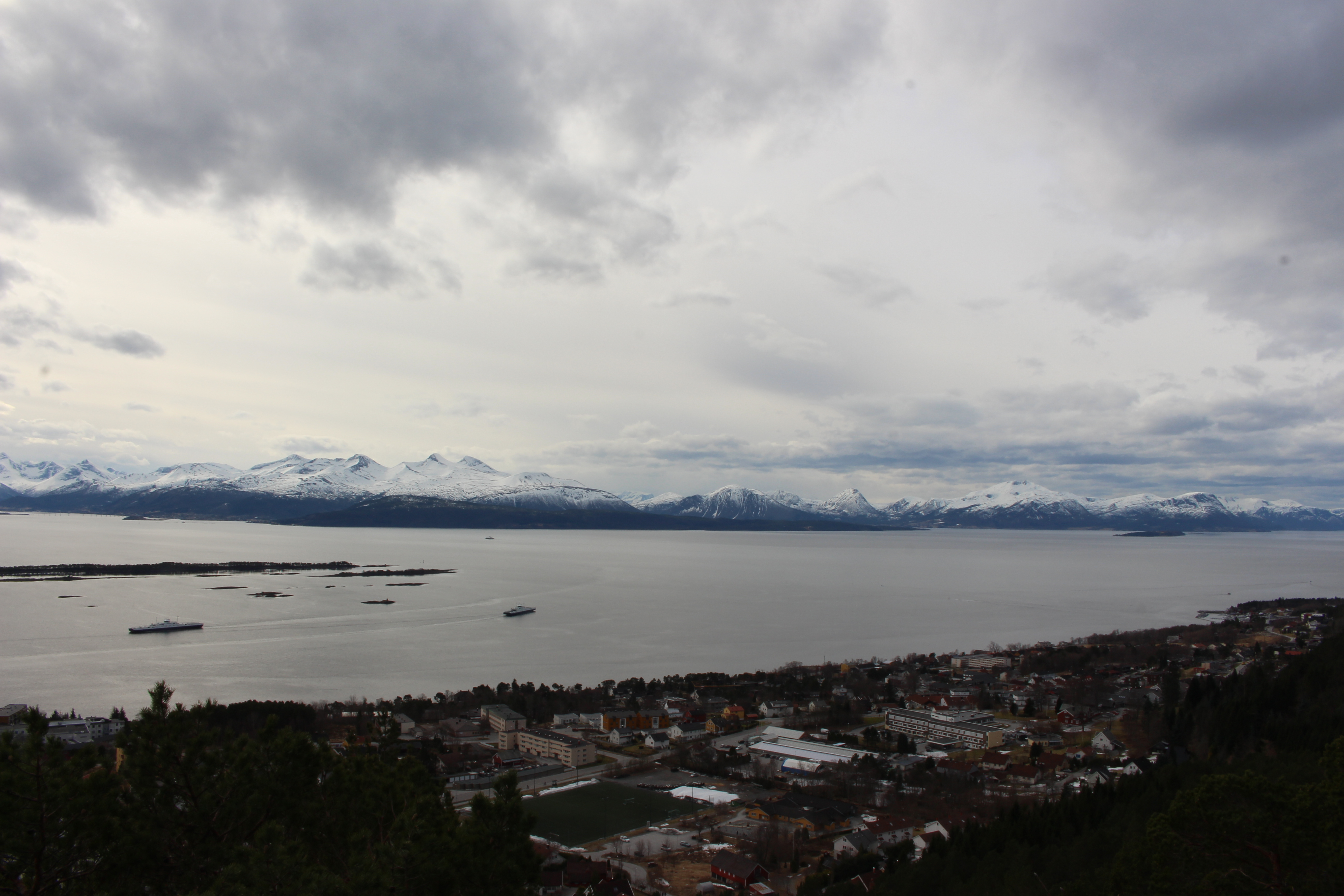
Molde des de Brattlihaugen.

La ciutat de Molde està formada per 10 quilòmetres de llargada i d'1 a 2 quilòmetres d'amplada de sòl urbà en direcció est-oest al llarg de la costa nord del fiord de Molde, un braç del fiord de Romsdal, a la península de Romsdal. La ciutat està protegida per l'illa de Bolsøya i l'arxipèlag de Molde, per un grup d'illots al sud i pels turons boscosos de Moldemarka al nord. El centre de la ciutat es troba just a l'oest del riu Moldeelva, que transcorre per la ciutat des del nord naixent al llac Moldevatnet i fluint a través de la vall de Molde. Tot i un riu petit en amplada i llargada comparat amb altres rius de Noruega, va fer funcionar diverses serradores als segles XVI i XVII. Aquestes serradores van fer créixer la ciutat original, juntament amb el bon port que tenia, la proximitat a les rutes marítimes, els vasts recursos de fusta, i el riu capaç d'aguantar els molins. El 1909, el riu albergava la primera central hidroelèctrica d'energia elèctrica capaç de subministrar suficient energia elèctrica per a la ciutat, i el curs superior del riu encara abasteix d'aigua potable la major part de la ciutat.

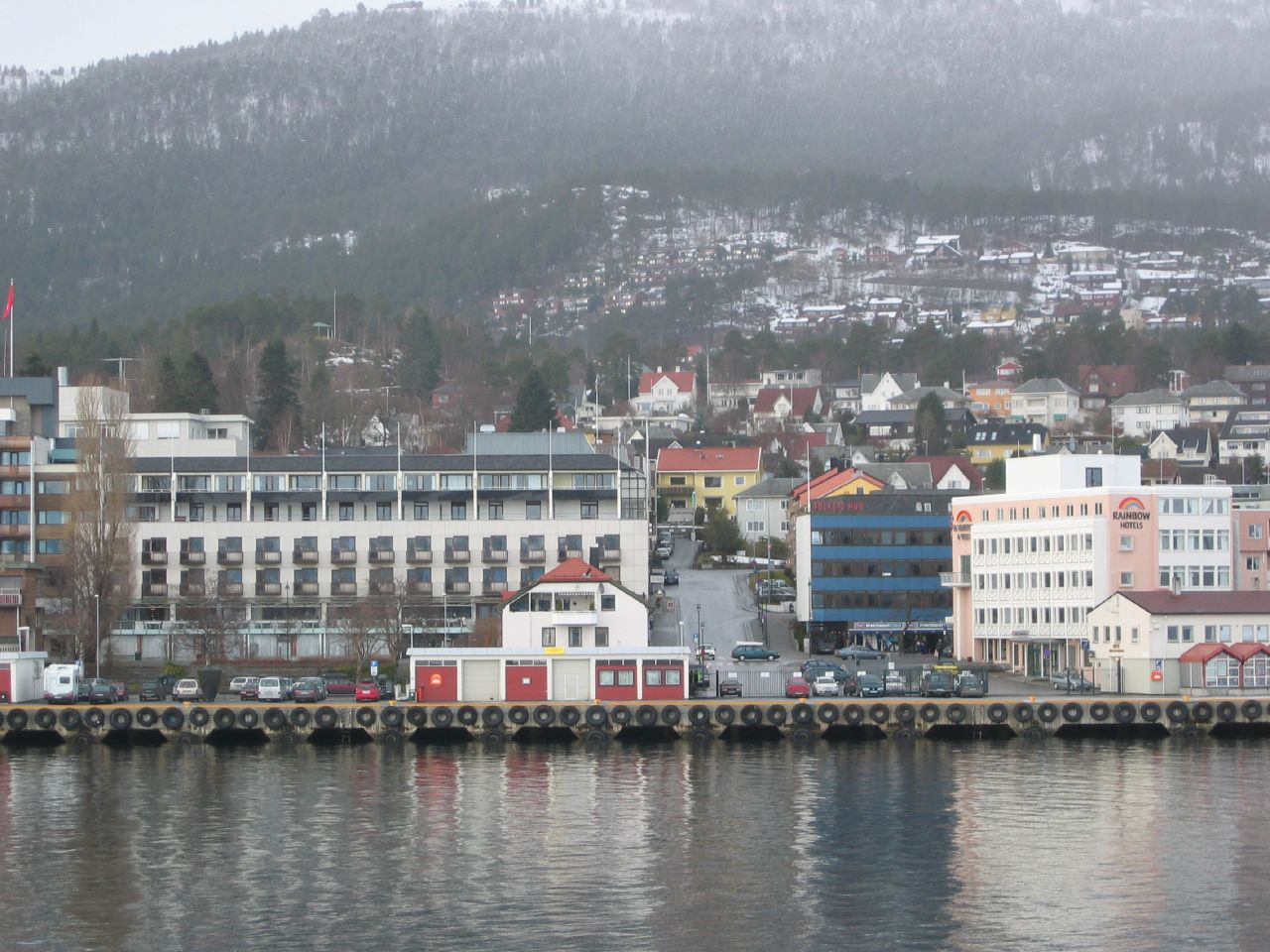
Vista de Molde des de la costa.

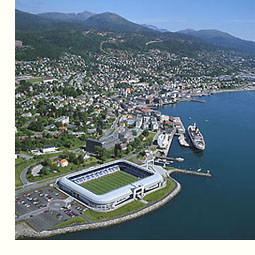
L'estadi d'Aker amb Molde al fons a l'estiu.

La seva vista panoràmica d'alguns dels 222 pics parcialment coberts de neu és un dels principals atractius de la ciutat, i aquesta panoràmica ha estat un important tret turístic de la ciutat des del segle xix. Motlle és coneguda com la Ciutat de les Roses, un nom que es va originar durant l'era que Molde era una destinació turística de fama internacional al segle xix.
Molde limita al nord amb Aukra, Gjemnes, i Fræna; a l'oest amb Midsund; al sud amb Vestnes i Rauma; i a l'est amb Nesset. Altres nuclis de població de la zona són Åndalsnes, Vestnes, i Elnesvågen.

### Clima
Molde té un clima oceànic temperat, amb estius frescos i hiverns relativament suaus. La precipitació anual és alta, amb una mitjana de 1.640 mil·límetres per any. L'estació més càlida és a finals de l'estiu. A Molde s'hi ha registrat la temperatura màxima absoluta nacional per un mes d'octubre: 25,6 °C l'11 d'octubre de 2005. L'estació més seca és de maig a juny. Per la seva ubicació geogràfica, Molde experimenta freqüents nevades a l'hivern, però aquesta neu és generalment humida. A causa dels efectes del Corrent del Golf, la ciutat experimenta rarament onades de fred duradores, però malgrat això la temperatura mitjana anual és molt superior a la mitjana per la seva latitud.

Un fenomen natural que ocorre a Motlle i el districte adjacent és la freqüència de dies a l'hivern amb temperatures superiors als 10 °C, de vegades fins i tot per sobre dels 15 °C. Això és a causa de l'efecte Foehn de sud i sud-est. La ciutat, amb turons al nord, muntanyes a l'est i illes muntanyoses a l'oest està gairebé totalment protegida i contribueix a una gran vida vegetal, especialment entre espècies que de manera natural creixen en latituds molt més baixes, com l'auró, el castanyer, el roure, el til·ler, el faig, el teix, entre d'altres. 
| Dades climàtiques a Molde          | Dades climàtiques a Molde | Dades climàtiques a Molde | Dades climàtiques a Molde | Dades climàtiques a Molde | Dades climàtiques a Molde | Dades climàtiques a Molde | Dades climàtiques a Molde | Dades climàtiques a Molde | Dades climàtiques a Molde | Dades climàtiques a Molde | Dades climàtiques a Molde | Dades climàtiques a Molde | Dades climàtiques a Molde |
| Mes                                | gen                       | febr                      | març                      | abr                       | maig                      | juny                      | jul                       | ag                        | set                       | oct                       | nov                       | des                       | anual                     |
| ---------------------------------- | ------------------------- | ------------------------- | ------------------------- | ------------------------- | ------------------------- | ------------------------- | ------------------------- | ------------------------- | ------------------------- | ------------------------- | ------------------------- | ------------------------- | ------------------------- |
| Màxima rècord °C (°F)              | 16 (61)                   | 12 (54)                   | 13 (55)                   | 20 (68)                   | 26 (79)                   | 28 (82)                   | 30 (86)                   | 28 (82)                   | 22 (72)                   | 26 (79)                   | 15 (59)                   | 13 (55)                   | 30 (86)                   |
| Màxima mitjana °C (°F)             | 1 (34)                    | 2 (36)                    | 5 (41)                    | 7 (45)                    | 13 (55)                   | 16 (61)                   | 17 (63)                   | 17 (63)                   | 12 (54)                   | 9 (48)                    | 5 (41)                    | 2 (36)                    | 9 (48)                    |
| Mitjana diària °C (°F)             | 0.5 (32.9)                | 0.8 (33.4)                | 2.3 (36.1)                | 4.7 (40.5)                | 9.5 (49.1)                | 12.5 (54.5)               | 13.5 (56.3)               | 13.6 (56.5)               | 10.0 (50)                 | 7.5 (45.5)                | 3.5 (38.3)                | 1.7 (35.1)                | 6.7 (44.1)                |
| Mínima mitjana °C (°F)             | −2 (28)                   | −2 (28)                   | −1 (30)                   | 2 (36)                    | 7 (45)                    | 10 (50)                   | 12 (54)                   | 11 (52)                   | 7 (45)                    | 5 (41)                    | 1 (34)                    | −1 (30)                   | 4.0 (39.2)                |
| Mínima rècord °C (°F)              | −18 (0)                   | −16 (3)                   | −12 (10)                  | −10 (14)                  | −2 (28)                   | 0 (32)                    | 2 (36)                    | 3 (37)                    | −1 (30)                   | −7 (19)                   | −12 (10)                  | −20 (−4)                  | −20 (−4)                  |
| Precipitació mitjana mm (polzades) | 147 (5.79)                | 121 (4.76)                | 127 (5)                   | 102 (4.02)                | 70 (2.76)                 | 77 (3.03)                 | 110 (4.33)                | 112 (4.41)                | 205 (8.07)                | 200 (7.87)                | 174 (6.85)                | 195 (7.68)                | 1.640 (64,57)             |
| Mitjana de dies de pluja           | 17                        | 16                        | 22                        | 22                        | 29                        | 29                        | 29                        | 29                        | 29                        | 29                        | 26                        | 20                        | 297                       |
| Mitjana de dies de neu             | 17                        | 19                        | 16                        | 13                        | 2                         | 0                         | 0                         | 0                         | 0                         | 3                         | 10                        | 17                        | 97                        |
| Mitjana de dies de gelada          | 21                        | 20                        | 17                        | 10                        | 0                         | 0                         | 0                         | 0                         | 0                         | 4                         | 11                        | 19                        | 101                       |
| Humitat relativa mitjana (%)       | 80                        | 79                        | 77                        | 81                        | 81                        | 82                        | 85                        | 87                        | 87                        | 83                        | 81                        | 81                        | 82                        |
| Font: Weatherbase                  |                           |                           |                           |                           |                           |                           |                           |                           |                           |                           |                           |                           |                           |

### Punts d'interès

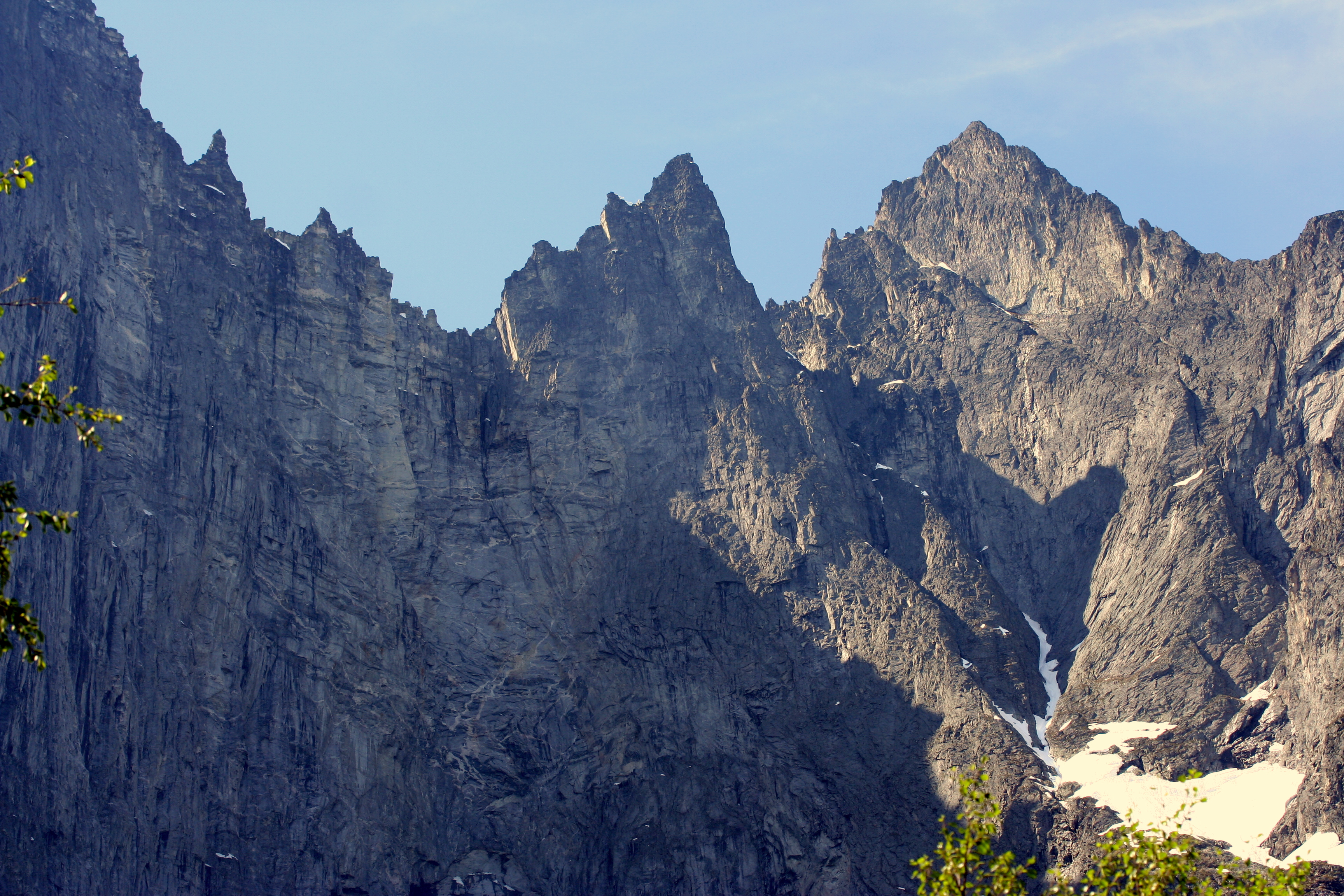
Els barrancs de Trollveggen.

El salmó, la truita de riu i la salvelinus es troben als rius de la zona, especialment als rius Rauma, Driva, i Eira. La truita també és abundant en la majoria dels llacs. El bacallà, l'abadeig, el carboner, el verat i altres espècies de peixos d'aigua salada són capturats comunament al fiord de Romsdal, tant des de terra com des del vaixell. L'esquí és una activitat molt popular entre els habitants de Molde a l'hivern; es practica a les pistes preparades, a les estacions o per sendera. Hi ha diverses zones d'escalada en roca i escalada en gel per Molde.
La carretera de l'Atlàntic va ser triada com la construcció noruega del segle el 2005. Està construïda damunt de ponts a través de petites illes i illots, i passa tan per petits pobles com Vikan o Vevang com per Averøy, una illa amb diversos llocs d'interès històric, com la cova de Bremsnes amb troballes del Mesolític de la cultura Fosna, l'església de fusta de Kvernes, i Langøysund, ara una remota comunitat pesquera, però a la vegada un bulliciós port al llarg de la ruta costanera principal. Langøysund va ser el lloc del compromís entre el Magne el Bo i els pagesos del llarg de la costa el 1040. El compromís es considera com la noruega Carta Magna, i és commemorada amb el monument Pilespisser (en català: punta de fletxa).
La Trollkirka (en català: l'església del Troll) és una gruta de marbre que condueix a una cascada subterrània. La gruta es troba a 30 minuts de Molde, seguit d'una caminada d'una hora per un sender força escarpat. El Trollveggen és el penya-segat més vertical d'Europa, que sobresurt per la muntanya, amb diverses vies d'escalada molt difícils. La Trollstigen és la ruta turística més visitada de Noruega. La ruta serpenteja el vessant de la muntanya homònima a través d'11 corbes tancades a una altitud màxima de 858 m. Mardalsfossen és la cascada més alta del nord d'Europa i la quarta cascada més alta del món. L'alçada total de la cascada és de 655 metres.

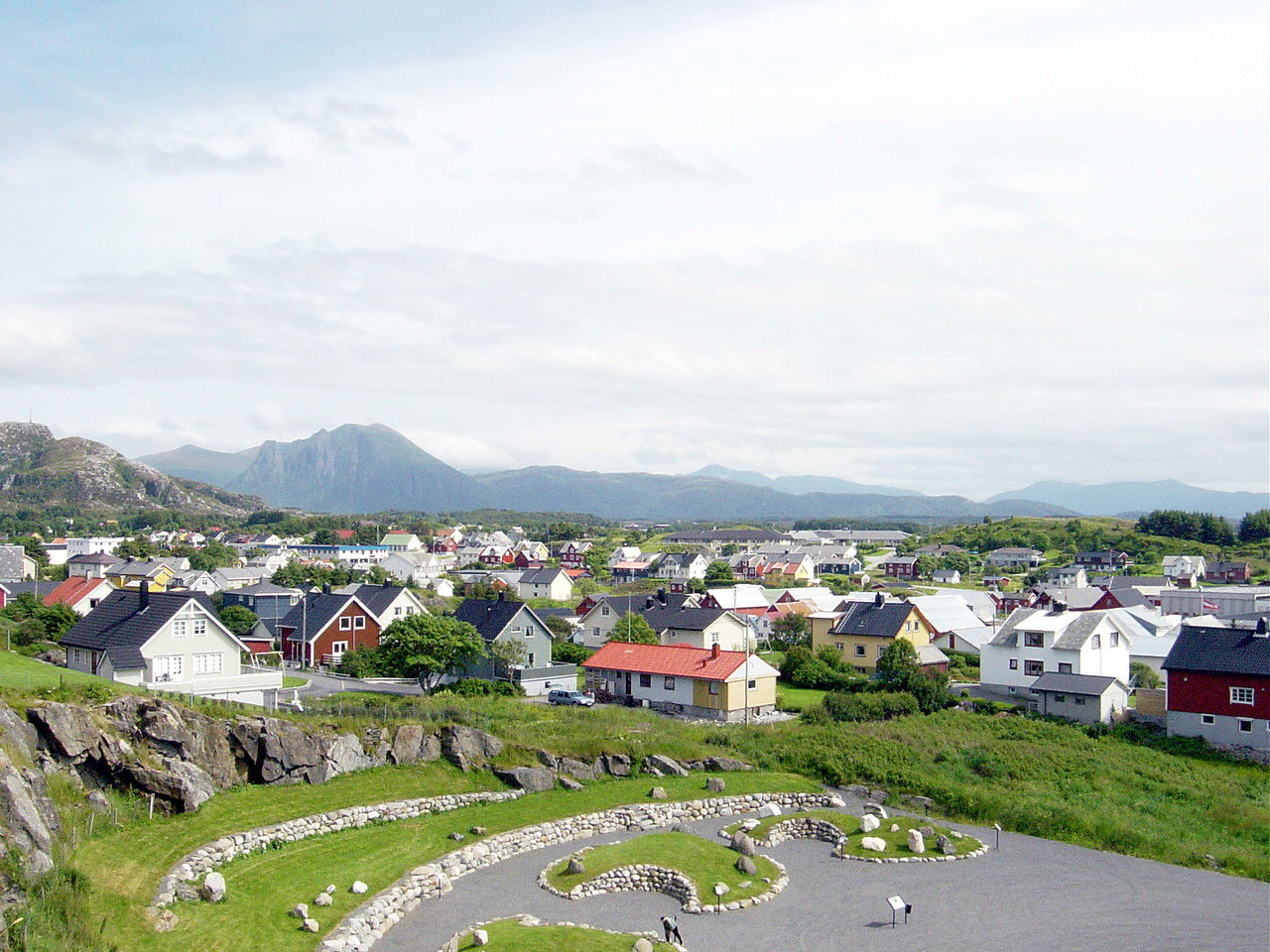
Vista de Bud.

Bud és un poble de pescadors situat a la punta de la península de Romsdal. Va guanyar importància durant l'edat mitjana com a lloc de comerç, i va ser seu de l'últim Consell Privat de Noruega el 1533, un intent desesperat de salvar la independència del país i evitar la reforma protestant, dirigit per Olav Engelbrektsson, arquebisbe de Nidaros (actual Trondheim). A part, en aquest poble també hi ha les restes d'un fort costaner alemany de la Segona Guerra Mundial i una part del mur Atlàntic- Les comunitats pesqueres d'Ona, Bjørnsund i Håholmen es troben en illes remotes de la costa, només accessibles amb vaixell o ferri.

### El bosc de Molde
La Moldemarka (en català: bosc de Molde), la zona de boscos als turons del nord de la ciutat és un terreny públic. La zona compta amb una extensa xarxa de camins, senders i pistes d'esquí. Els camins forestals entren a la zona des de diverses direccions. Els taulers informatius i els mapes proporcionen informació sobre les plantes i vida silvestre, així com els diversos pals indicadors al llarg dels senders. Els senders senyalitzats condueixen a una sèrie de pics, llacs de pesca i rius. Cal una taxa de pesca per pescar en els llacs i rierols.
Varden, a 407 metres sobre el nivell del mar, és un punt de vista directe de Molde, amb una molt bona vista de la ciutat, el fiord amb l'arxipèlag Motlle i els 222 pics nevats del fons.

## Cultura

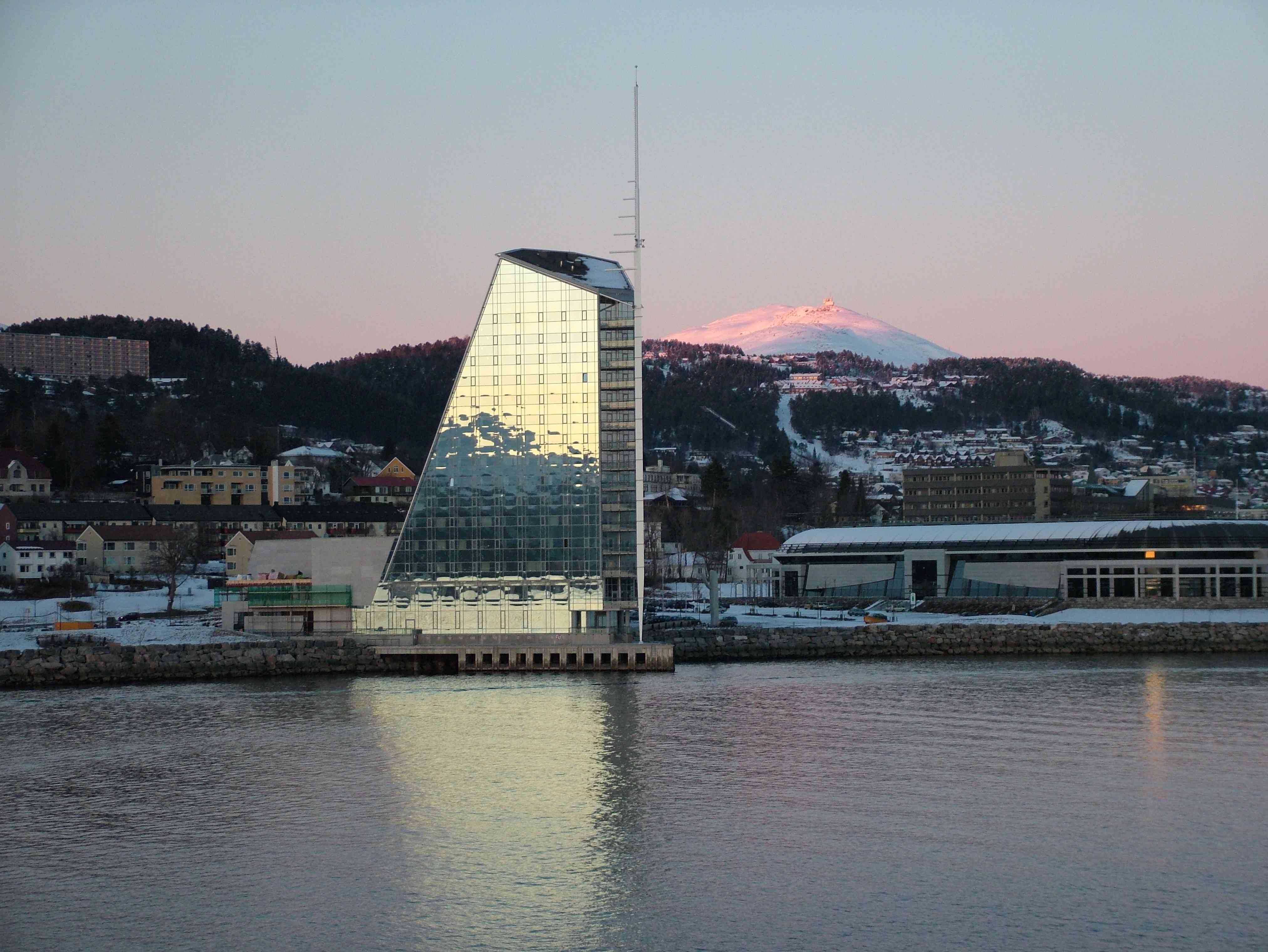
L'enfocament cap al mar a Molde està dominat pels setze pisos de l'hotel Rica Seilet.

Tres dels quatre grans autors noruecs estan connectats a Molde. Bjørnstjerne Bjørnson va passar la seva infància a Nesset fora de Molde, i va anar a l'escola a la ciutat. Henrik Ibsen passava amb freqüència les vacances a la mansió Moldegård de visita a la família Møller; i Alexander Kielland residia a la ciutat com el governador de Romsdals amt. Es creu que l'obra d'Ibsen Rosmersholm va ser inspirada a la mansió Moldegård, i La dama del mar també es creu que es va realitzar a la ciutat de Molde, encara que mai s'ha esmentat. Altres autors amb vincles a Molde són Edvard Hoem, Jo Nesbø, Knut Ødegård, i Nini Roll Anker, i un amic de Sigrid Undset.
El museu de Romsdal, un dels museus popular més grans de Noruega, es va establir el 1912. Els edificis procedents de tota la regió s'han traslladat allà per formar una agrupació típica dels edificis agrícoles incloent masies, coberts i una petita capella. El "carrer de la ciutat" amb el Cafè de Mali mostra les cases típiques de Molde a l'època pre-Primera Guerra Mundial. El museu de la Pesca és un museu a l'aire lliure situat a l'illa de Hjertøya, a 10 minuts del centre de Molde. El museu mostra un petit poble de pescadors amb autèntics edificis, vaixells i aparells de pesca: la cultura local costanera a partir del 1850.
El diari local és Romsdals Budstikke.

### Esglésies
L'Església de Noruega té cinc parròquies (sokn) dins del municipi de Molde. És part del denegat de Molde a la Diòcesi de Møre.
| Parròquia (Sokn) | Nom de l'església    | Localització | Any de construcció |
| ---------------- | -------------------- | ------------ | ------------------ |
| Molde            | Catedral de Molde    | Molde        | 1957               |
| Bolsøy           | Església de Røbekk   | Røbekk       | 1898               |
| Bolsøy           | Església de Nordbyen | Molde        | 2006               |
| Bolsøy           | Església de Bergmo   | Molde        | 1982               |
| Kleive           | Església de Kleive   | Kleive       | 1858               |
| Røvik og Veøy    | Església de Røvik    | Røvika       | 1905               |
| Røvik og Veøy    | Església de Veøy     | Sølsnes      | 1907               |
| Røvik og Veøy    | Església d'Old Veøy  | Veøya        | c. 1200            |
| Sekken           | Església de Sekken   | Sekken       | 1908               |

### Festivals

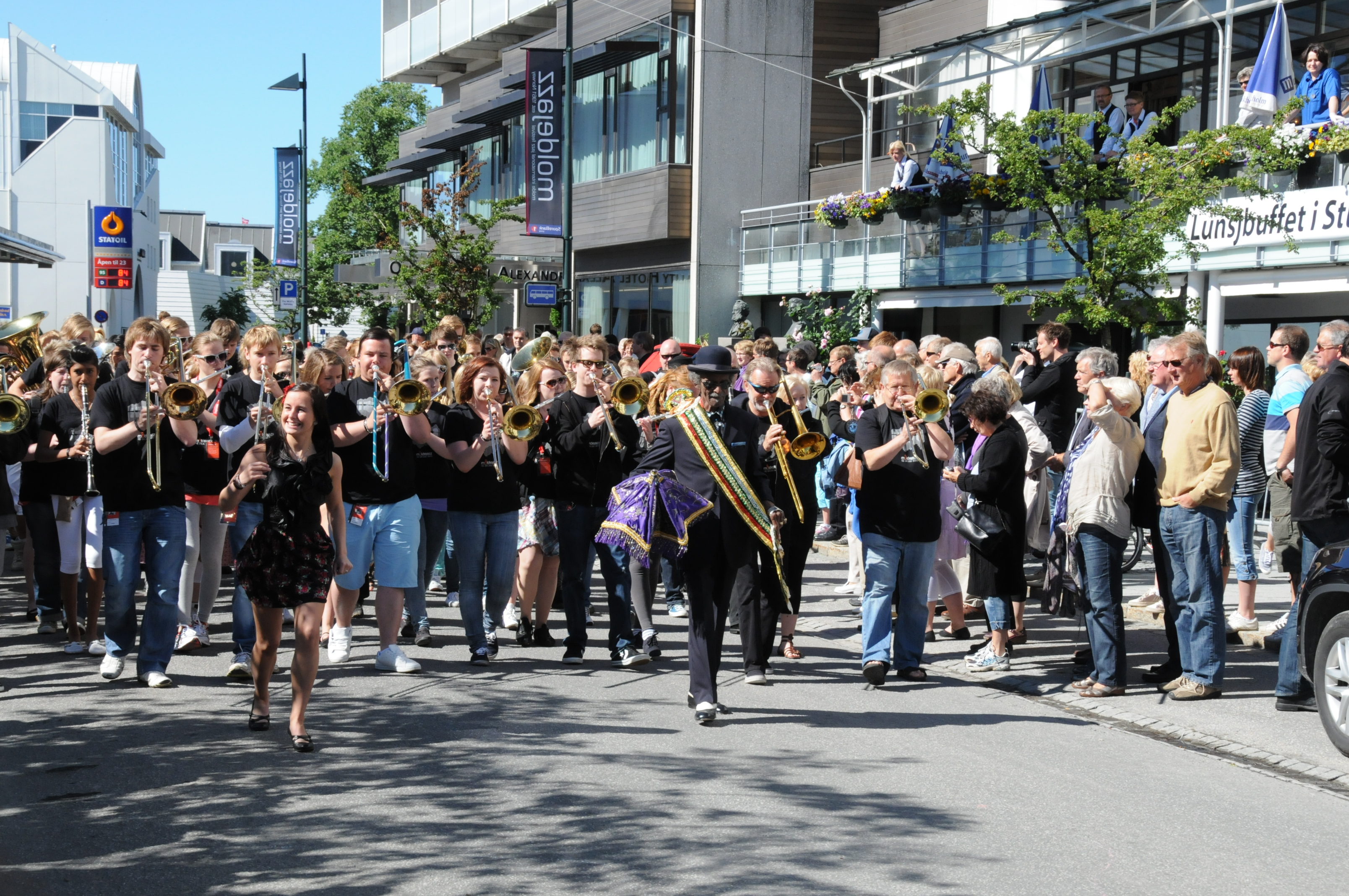
El carrer Parade al Moldejazz del 2010.

El festival de jazz Moldejazz es duu a terme a Molde cada mes de juliol. Moldejazz és el més gran i antic festival de jazz d'Europa, i un dels més importants. S'estima que es venen 40,000 butlletes per als més d'un centenar d'esdeveniments durant el festival. Entre 80.000 i 100.000 turistes visiten la ciutat durant el festival d'una setmana de durada.
Cada mes d'agost, Molde i Nesset són hostes del Festival Bjørnson, un festival internacional de literatura. Establert pel poeta Knut Ødegård en relació amb el 250è aniversari de Molde, el festival es nomena en honor del Premi Nobel de Literatura Bjørnstjerne Bjørnson (1832-1910). És el festival de la literatura amb més renom internacional i el més antic de Noruega.

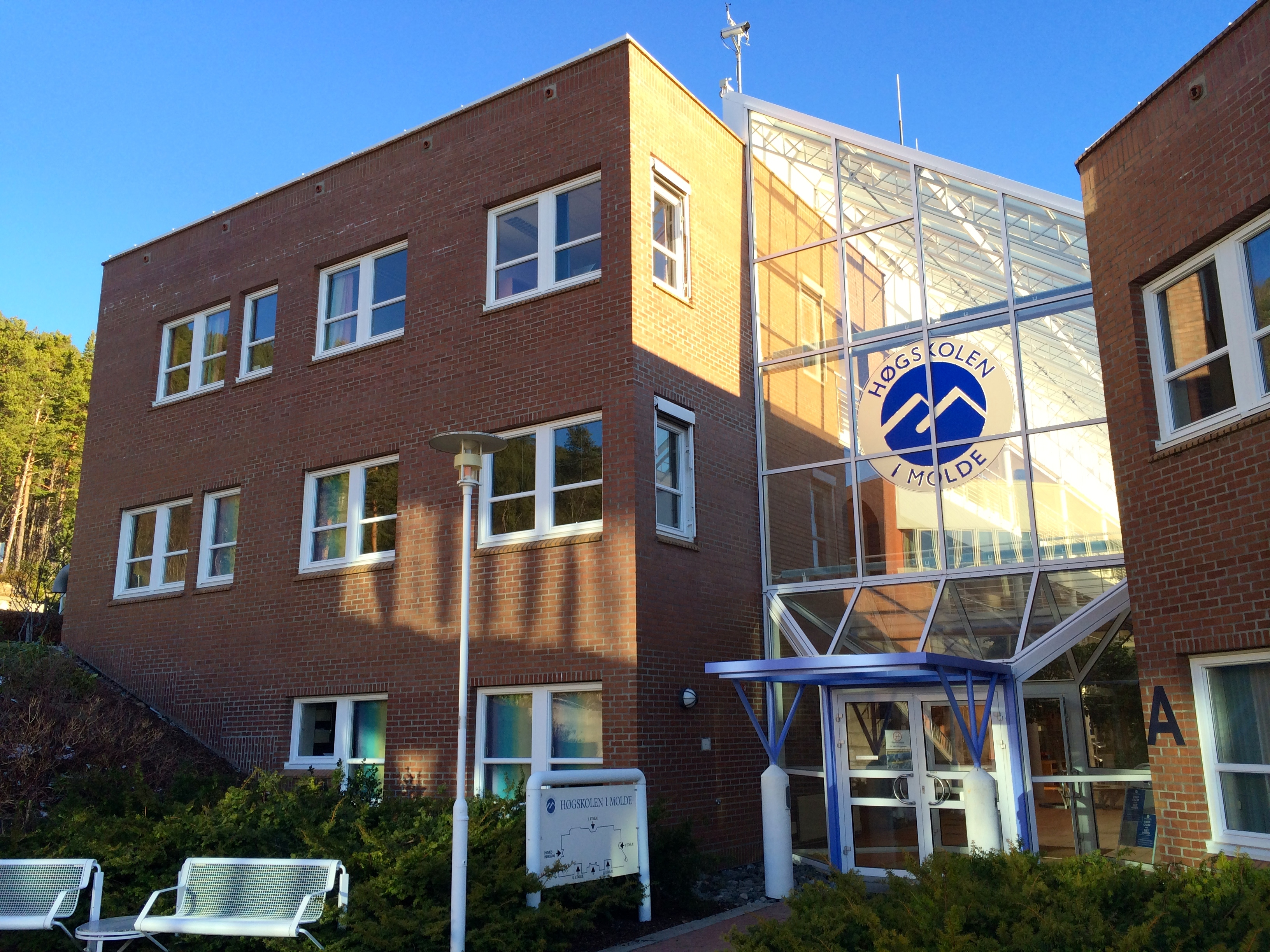
El Col·legi Universitari de Molde.

A més dels dos esdeveniments principals, una sèrie de festivals de menys importància es duu a terme anualment. La Byfest, la festa de celebració de la constitució de la ciutat, és un arranjament d'artistes locals, coincidint amb l'aniversari de la carta reial del 29 de juny de 1742.

### Educació
El Col·legi Universitari de Molde ofereix una àmplia gamma d'oportunitats acadèmiques, d'infermeria i els estudis relacionats amb la salut, en l'economia i cursos administratius. L'escola és la universitat líder a Noruega en logística, i està ben establerta com un centre d'investigació i programes acadèmics en tecnologia de la informació, amb diversos graus incloent el doctorat.
El Col·legi Universitari de Molde és també una de les institucions més importants del país en l'intercanvi internacional d'estudiants i programes duts a terme en anglès.

## Esport
Molde alberga una gran varietat d'equips esportius, especialment destacant l'equip de futbol Molde FK, que està jugant a la Tippeligaen. Els partits a casa es juguen a l'estadi d'Aker, inaugurat el 1998, que té un rècord d'assistència de 13.308 persones. L'equip és el campió regnant de la lliga (2011, 2012 i 2014), quatre vegades guanyador de la Copa de Noruega (1994, 2005, 2013 i 2014), i té nombroses aparicions en tornejos europeus, incloent la Lliga de campions. El club va ser fundat el 1911, durant el període de gran afluència britànica i continental de Molde. A més d'un nombre de jugadors internacionals, la ciutat també ha produït diversos saltadors d'esquí, esquí de fons i esquí alpí de mèrit internacional.
Altres equips esportius destacats són el d'handbol (SK Træff, SK Rival), d'atletisme (IL-Molde Olymp), de bàsquet i de voleibol.

## Ciutats agermanades
Molde manté una relació d'agermanament amb les següents localitats:
- Vejle, Dinamarca
- Borås, Suècia
- Mikkeli, Finlàndia

## Moldencs il·lustres
- Bjørnstjerne Bjørnson, escriptor, guardonat del Premi Nobel (1832-1910).
- Kurt Asle Arvesen, ciclista.
- Kjell Magne Bondevik, ex-primer ministre de Noruega.
- Jo Nesbø, escriptor (1960-).
- Kjetil Rekdal, jugador de futbol i mànager (1968-).
- Kurt Schwitters, artista alemany (1887–1948).